# Pent-2-en-4-in-1-ol
Pent-2-en-4-in-1-ol ist ein Allylalkohol. Die Verbindung weist sowohl eine Doppel- als auch eine Dreifachbindung auf, gehört also zu den Eninen.

## Herstellung
Pent-2-en-4-in-1-ol kann aus Epichlorhydrin und Natriumacetylid in flüssigem Ammoniak hergestellt werden.

## Reaktionen
Die partielle Hydrierung der Verbindung ergibt 2,4-Pentadienol. Durch Umsetzung mit Ethylmagnesiumbromid und Kohlenstoffdioxid kann sie an der terminalen Dreifachbindung carboxyliert werden. Mit Chrom(VI)-oxid kann der Alkohol zur Carbonsäure oxidiert werden. Mit Schwefelsäure und Quecksilber(II)-sulfat wird die Verbindung zu 2-Methylfuran cyclisiert. Das (Z)-Isomer wurde für die Synthese der Naturstoffe Lachnophyllsäure und Lachnophyllester (der entsprechende Methylester) eingesetzt. Das (E)-Isomer wurde in einer kupferkatalysierten Kupplung mit Propiolnitril eingesetzt, um den Naturstoff Diatretin II herzustellen.